# Župnija Razbor pod Lisco
Župnija Razbor pod Lisco je rimskokatoliška teritorialna župnija Dekanije Laško Škofije Celje.
Do 7. aprila 2006, ko je bila ustanovljena Škofija Celje, je bila župnija del Savskega naddekanata Škofije Maribor.

## Sakralni objekti
| #  | Slika                     | Cerkev                     | Kraj      |
| -- | ------------------------- | -------------------------- | --------- |
| 1. | Klikni za spremembo slike | Cerkev sv. Janeza Krstnika | Razbor    |
| 2. | Klikni za spremembo slike | Cerkev sv. Jošta           | Polana    |
| 3. | Klikni za spremembo slike | Cerkev sv. Lovrenca        | Okroglice |